# Bass Player Wanted
Bass Player Wanted (o traducido como "Se busca bajista") es el decimotercer episodio de la novena temporada de la serie de televisión de CBS How I Met Your Mother y el episodio número 197 en general.

## Reparto

### Principal
- Josh Radnor como Ted Mosby.
- Jason Segel como Marshall Eriksen.
- Cobie Smulders como Robin Scherbatsky.
- Neil Patrick Harris como Barney Stinson.
- Alyson Hannigan como Lily Aldrin.
- Cristin Milioti como La Madre.
- Bob Saget como Futuro Ted Mosby (voz, no acreditado)

### Estrellas invitadas
- Andrew Rannells - Darren

## Trama
A las 10 p. m. el sábado, 20 horas antes de la boda, Marshall empieza a caminar al Farhampton Inn con el bebé Marvin. Comienza lleno de ambición, pero rápidamente se queda cansado. Justo cuando está a punto de renunciar, una mujer conduciendo una camioneta se detiene y les ofrece llevarso; es la futura esposa de Ted; y, como nota el futuro Ted, es así «cómo Marshall conoció a su Madre». Marshall y La Madre charlan en el camino y comienza a decirle excesivos detalles sobre su vida - solo para admitir que ella ya lo sabe todo po haber conocido a Lily temprano en el día.
Mientras tanto en el Farhampton Inn, Lily, Ted, Robin y Barney están sentados anhelando una botella de whisky - y a Marshall. Un hombre de repente llega y confiadamente intenta llegar a conocer mejor a Lily y Robin y coquetea con Ted y Barney de vez en cuando. Sin embargo, es el comienzo de un conflicto entre las dos mujeres, ya que sus conversaciones con el extraño llevan a él alegando que Lily quiere arruinar el fin de semana de Robin lamentándose todo el tiempo sobre el nuevo trabajo de Marshall y el plan de ir a Italia. Robin explica que ella quería que Marshall tomara la judicatura y evitar perder a Lily como su mejor amiga. Para compensar su disputa, ella anima a Lily a utilizar a Marshpillow como un saco de boxeo.
Las conversaciones del hombre con Ted y Barney también resulta en ellos teniendo una discusión también. Cuando el hombre le sugiere a Ted probar Gazzola's Pizza mientras está en Chicago, Barney se sorprende al descubrir que Ted piensa mudarse a Chicago para tomar un nuevo trabajo; él incluso se siente indignado al descubrir que Ted está mudándose el día después de la boda. Amargado a lo que él siente que Ted está tratando de hacer para disminuir su amistad, él se marcha. Ted le pide disculpas regalándole una botella de Glen McKenna de 30 años le robó a la licorería (a través de consejos anteriores de Lily). Barney aprecia los esfuerzos de Ted al conseguirle una botella (aunque sea arrestado por robo), pero se da cuenta de que Ted quiere comenzar de nuevo en Chicago para alejarse de Robin. Se abrazan y admiten que extrañarán el uno a otro.
La Madre le dice a Marshall que ella va a volver a la ciudad después de dejarlos a él y a Marvin en la posada. Cuando Marshall le pregunta por qué, él descubre que la Madre es parte de la banda que tocará en la recepción de la boda, pero no quiere tener ya más nada que ver con el cantante, llamado Darren. Ella revela que Darren - el hombre que puso a Lily contra Robin y a Ted contra Barney - es conocido por manipular a la gente para sus propios fines, citando cómo él se unió a su grupo y luego logró reemplazarla con otra bajista. Ellos están de acuerdo acerca de ser demasiado amables con los demás y resuelven adoptar una postura cuando lleguen a la posada. Marshall y Marvin se reúnen con Lily, quien inmediatamente pausa la inminente confrontación ya que ella simplemente está feliz de volver a ver a su marido y su hijo. La Madre practica su discurso, pero Linus el camarero le advierte y le dice que deje al karma que siga su curso.
Mientras La Madre se enfada por no haber tenido la oportunidad para finalmente enfrentarse a Darren, ella lo ve luciendo un ojo morado. Darren le dice que el padrino - Ted - lo golpeó duro en la cara «sin razón», cuando en realidad él hizo caer la botella de Glen McKenna de la mano de Ted (Ted fue a compartirla con sus amigos para celebrar la llegada de Marshall). La Madre encuentra la situación divertida, lo que causa a Darren a dejar la banda en el acto. Satisfecha por el resultado, La Madre ordena un doble de su mejor whisky en stock para el padrino. Más adelante, después de que La Madre ya se había ido, Linus le ofrece a Ted su bebida gratis y se sorprende de que es un Glen McKenna de 35 años (Futuro Ted dice que esa fue la primera vez que su futura esposa le compró una bebida). Ted y Barney están sorprendidos de que el bar sirve un whisky un poco mayor que el que Ted consiguió, y Linus señala que nunca habían preguntado si lo tenían.
Marshall se disculpa con Barney por faltar a la cena de ensayo y le ofrece un regalo después de la boda como consuelo. Barney lo ridiculiza por perderse la cena y lo reta a dar el regalo de disculpa ahora. Marshall acepta y se lo da a Barney: el principio de una bofetada. Barney se da cuenta de que otra bofetada está por venir, y la pantalla corta en negro con las palabras «continuará...».

## Blog de Barney
En su blog, Barney habla de «El Sueño».

## Música
- «Forest Whitaker» - Bad Books